# Солдатов, Анатолий Иванович
Анато́лий Ива́нович Солда́тов (12 июля 1911, Москва — 14 марта 1989) — советский хозяйственный деятель, организатор авиационной промышленности, Герой Социалистического Труда (1971).

## Биография
Родился в 1911 году в Москве.
С 1935 года — на хозяйственной, общественной и политической работе. В 1935—1975 гг. — на инженерных и руководящих должностях на предприятиях авиационной промышленности Москвы, директор завода № 122 Московского городского совнархоза, директор 1-го Московского приборостроительного завода Министерства авиационной промышленности СССР.
Указом Президиума Верховного Совета СССР от 26 апреля 1971 года присвоено звание Героя Социалистического Труда с вручением ордена Ленина и золотой медали «Серп и Молот».
Был членом КПСС.
Делегат XXIV съезда КПСС.
Умер в Москве в 1989 году. Похоронен на Кунцевском кладбище.